# Frantz Kruger
Frantz Kruger (Sudáfrica, 22 de mayo de 1975) es un atleta sudafricano retirado, especializado en la prueba de lanzamiento de disco en la que llegó a ser medallista de bronce olímpico en 2000.

## Carrera deportiva
En los JJ. OO. de Sídney 2000 ganó la medalla de bronce en el lanzamiento de disco, con una marca de 68.19 m, tras el lituano Virgilijus Alekna (oro) y el alemán Lars Riedel (plata).